# أجدابيا
إجدابيا مدينة ليبية تقع في محافظة الواحات وهي درع الشرق لاوية برقه في شرق ليبيا، تبعد عن طرابلس 896 كم وعن بنغازي حوالي 160كم. كانت مركز قيادة السنوسي وهي عاصمة برقة وعاصمة الواحات وتبلغ مساحة أجدابيا حوالي 188 كيلومتر مربع سكني و 48 كيلومتر مربع صحراء وهي تطل على البحر بساحل يبلغ طوله 38كم ونسبة المياه في المدينة 14% والارض 86% والكثافة السكانية 74% أما الصحراء فتستحوذ على 36% من مساحة المدينة حيث يبلغ أجمالي مساحة المدينة 274 كيلومتر مربع وعدد سكانها 446لف نسمة في عام 024(41.7% نساء 59.3% رجال).

## الموقع
تقع على عند مفترق عدّة طرق رئيسية:
1. الطريق الساحلي الليبي.
2. طريق طبرق-أجدابيا.
3. طريق أجدابيا-الكفرة.

## التاريخ
كانت في العصر الروماني عبارة عن مركز حربي وقد افتتحها عمرو بن العاص سنة 22 هـ صلحا على أن يدفع أهلها خمسة آلاف دينار، وقد أسلم كثير منهم في هذا الفتح. بلغت أوج ازدهارها وأهميتها الإقليمية في القرن العاشر الميلادي، إبـّان حكم الفاطميين.
ويرجع سبب ازدهارها إلى أهمية موقعها عند مفترق الطريق الساحلي وطرق القوافل الممتدة عبر الصحراء، ويعود اهتمام الفاطميين بها لموقعها الذي بفضله يمكن تأمين طرق التجارة بين مصر والمغرب. مما جعلها تنفرد بمجموعة مهمة من الآثار التي تعود لتلك الفترة التاريخية وتضم إلى جانب القصر الفاطمي- وهو درة التاج في إرث أجدابيا الأثري- كلًا من: مسجد الإمام سحنون، ويعرف كذلك بالمسجد الفاطمي، وقصر الصحابي الموجود في منتصف المسافة بين أجدابيا وأوجلة وهي قلعة بنيت أثناء الفتح الإسلامي وسمى قصر الصحابي نسبة إلى عبد الله بن أبي السرح. كما يوجد بها حصن روماني تم اكتشافه في عام 1975م يقع شمال غرب مقبرة سيدي حسن.
عند انتقال المعز لدين الله الفاطمي من المغرب إلى مصر نزل سنة 362 هـ بمدينة أجدابيا بالقصر الذي بنى له وعند وجوده بها أمر بأن تصنع فيها صهاريج لجمع مياه الأمطار.
شهدت المدينة أوج عظمتها في القرون الثالث والرابع والنصف الأول من القرن الخامس الهجري، وفي النصف الثاني من القرن الخامس أخذت المدينة في الاضمحلال على إثر هجرة القبائل العربية من بني هلال وسليم إلى الشمال الأفريقي التي بدأت سنة 442 هـ ثم توالت الهجرة على شكل موجات متعاقبة وقد ذكر العلامة ابن خلدون أن هذه القبائل قد ضربت المدينة الحمراء (برقة) وأجدابية وأسمرا وسرت.
وفي العصر الحديث احتلتها القوات الإيطالية للمرة الأولى في منتصف مارس (1914) ودمرتها تدميرا تاما ولم يبقى منها سوى القصر القديم الذي حولة الإيطاليون مقر لقيادة الجيش.
وأعاد الإيطاليون احتلالها في (أبريل 1923م).

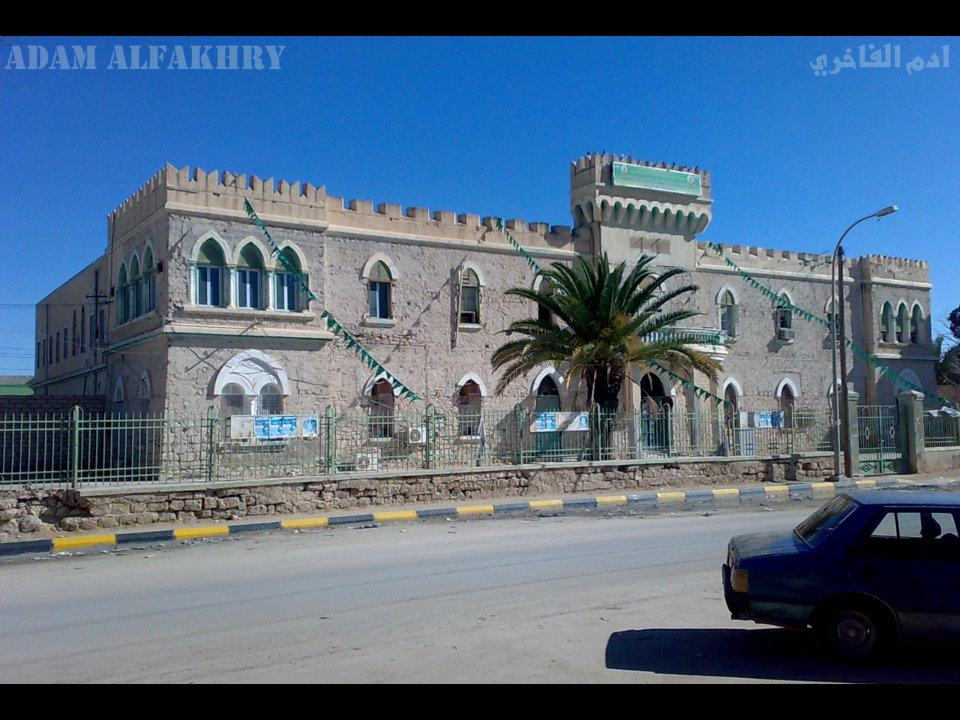
متحف أجدابيا - مبنى المتصرفية سابقاً

واتخذ منها الأمير ادريس السنوسي عاصمة الإمارة بعد اتفاقية الرجمة في 25 تشرين الأول (أكتوبر) 1920 وبموجب اتفاق الرجمة تقسمت برقة إلى قسمين: الشمالي، وفيه السواحل وبعض الجبل الأخضر يخضع للسيادة الإيطالية، والجنوبي وهو داخل ويشمل الجغبوب، وأوجله وجالو، والكفرة، يكوّن إدارة مستقلة هي الإمارة السنوسية، ويتمتع السيد محمد ادريس بلقب (أمير)، على أن يكون اللقب وراثياً، وعاصمة الإمارة هي أجدابية.
اتخذ محمد إدريس السنوسي من أجدابية مركزاً لقيادته، وذلك لعدة أسباب:
1. تتمتع أجدابية بموقع استراتيجي هام لأنها تملك حماية محدودة من البحر وابتعادها عنه نسبياً، كل الاحتياجات، كما أنها كانت قريبة من مرسى البريقة البحري الذي كانت تصل إليه بعض الأحيان الغواصات الألمانية قادمة من تركيا باحتياجات المجاهدين.
2. وقوعها في منتصف قاعدة مثلث رأسه في الكفرة وقاعدته النوفلية والجبل الأخضر، كما أنها تمثل الامتداد الطبيعي لواحات جالوا وأوجلة، جخرة، والكفرة، وهذا يعطيها بعداً استراتيجياً هاماً.
3. كونها من أهم المناطق في تجارة القوافل سواءً بين طرابلس وبرقة أو بين الواحات الجنوبية والساحل أو بين تشاد وبرقة وغير ذلك من الخطوط التجارية.
4. قربها من طرابلس زاد من أهميتها السياسية والاقتصادية والاستراتيجية، فكان لها دورها الهام في مختلف الانشطة التجارية والحربية.
5. كانت موطناً لمعظم القبائل التي كانت تؤيد الحركة السنوسية.
6. كان الترتيب الإداري الذي وضعه أحمد الشريف أثناء غيابه عن برقة خلال الهجوم على مصر، يقضي بأن يكون إدريس مسؤولاً في برقة البيضاء، ويكون مركزه في اجدابية.

لهذه الأسباب وغيرها اتخذها محمد إدريس عاصمة لإمارته الجديدة، ومقر رئاسة حكومته، ونظم بها دواوين الحكومة السنوسية، وقسم الإدارات ونظم ورتب الجيش، وشمل نفوذ هذه الحكومة جميع أراضي برقة من الحدود المصرية الليبية شرقاً إلى قصر سرت غرباً ماعدا المنطقة الساحلية التي كانت خاضعة للسيادة الإيطالية.

### وصف الرحالة للمدينة عبر التاريخ
- اليعقوبي المتوفى سنة 284هـ في كتابة البلدان:

«وهي مدينة عليها حصن وفيها جامع وأسواق قائمة. ولها أقاليم وساحل على البحر المالح على مقدار ستة أميال من المدينة وترسى به المراكب».
- ابن الحوقل في كتابه صورة الأرض الذي كتبه سنة 336هـ: «مدينة أجدابية على صحصاح البحر من حجر في مستواه، بناؤها بالطين والآجر وبعضها بالحجارة ولها جامع نظيف ويطيف بها من أحياء البربر خلق كثير، ولها زرع بالبخس وليس بها ولا ببرقة ماء جار، وبها نخيل حسب كفايتهم وبمقدار حاجتهم، وواليها القائم بما عليها من وجوه الأموال وصدقات بربرها وخراج زروعهم وتعشير خضرهم وبساتينهم هو أميرها، وصاحب صلاتها، وله من وراء ما يقبضه للسلطان لوازم على القوافل الصادرة والواردة من بلاد السودان. وهي أيضاً قريبة من البحر المغربي فترد عليها المراكب بالمتاع والجهاز وتصدر عنها بضروب من التجارة، وأكثر ما يخرج منها الأكسية المقاربة وشقة الصوف القريبة الأمر وشرب أهلها من ماء السماء».
- قرية صغيرة في الصحراء، أرضها صفا وآبارها منقورة في الصفا طيبة الماء، وبها عين ماء عذب ولعا بساتين لطاف ونخل يسير وليس بها من الأشجار إلا الآراك وبها جامع حسن البناء بناه أبو القاسم بن عبيد الله، له سومعة مثمنة بديعة العمل وحمامات وفنادق كثيرة وأسواق حافلة مقصودة وأهلها ذو يسار أكثرهم أقباط، وبها نبذ من صرحاء لواته ولها مرسى على البحر يعرف بالمحور، لها ثلاثة قصور وبينها ثمانية عشر ميلاً، وليس لمباني مدينة أجدابية صقوف إنما هي أقباء طوب لكثرة ريحها ودوام هبوبها. وهي راخية الأسعار كثيرة الثمر، يأتيها من مدينة أوجلة أصناف التمور".

ي السادس إذ يصف الأدريسي (القرن السادس الهجري) في كتابه نزهة المشتاق في أختراق الأفاق:
«وأجدابية في الصحاح من حجر المستو كان لها صور فيما سلف، وأما الآن فلم يبقى منها إلا قصران في الصحراء والبحر منها على أربعة أميال وليس بها ولا حولها شيء من النبات وأهلها الغالب عليهم يهود ومسلمون تجار ويطوف بها من أحياء البربر خلق الكثير وليس بأجدابية ولا ببرقة ماء جار وأنما مياههم من مواجن وسواني التي يزرعون عليها قليل الحنطة والأكثر شعير وذروباً من القطاني والحبوب».
- الرحالة المغربي العبدري في القرن السابع:

«أنه ليس هناك إلا قصر ماثل في الخلاء من الأرض لا ماء جار ولا شجرة واحدة.»

## الديموغرافيا السكانية
كان يبلغ عدد السكان داخل المدينة في 2010 حوالي 263,085 نسمة.
و يبلغ مجموع سكان شعبية اجدابيا مع كامل ضواحيها حوالي 300,000 نسمة.
و في 2020 أصبح عدد سكان اجدابيا وضواحيها حوالي 416,000 نسمة.

## الاقتصاد
- بمصنع أنابيب البولي إيثلين أحد فروع شركة الدرع الأهلية مدينة أجدابيا- ليبيا
- مصنع الأفران
- ميناء زويتينة النفطي
- ميناء البريقة التجاري والنفطي
- شركة النرويجية للبيتروكيماويات
- مصنع أرض الطعام للحبوب والأعلاف

## رياضة
- نادي التعاون أجدابيا (كرة قدم، دوري الممتاز)
- نادي الوفاق أجدابيا (كرة قدم، درجة أولى)
- نادي نجوم أجدابيا (كرة قدم، درجة أولى)
- نادي نسور الخليج أجدابيا (كرة قدم، درجة الثانية)
- نادي الأجدابي أجدابيا (كرة قدم، درجة ثالثة)

## ثقافة وفنون ومسرح
- فرقة أصدقاء المسرح
- فرقة الينابيع للمسرح

## معرض صور

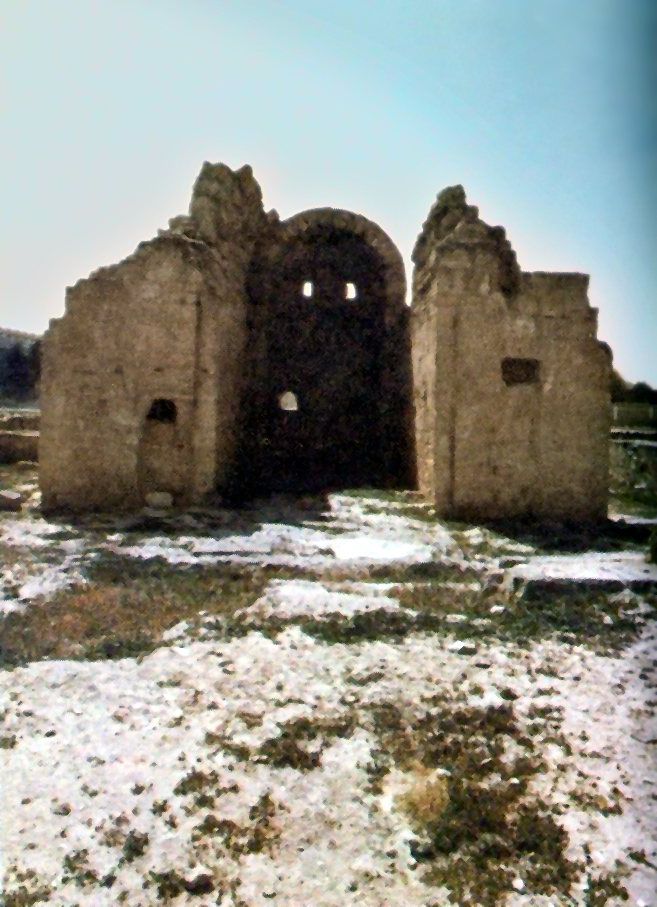
قلعة الفاطميين
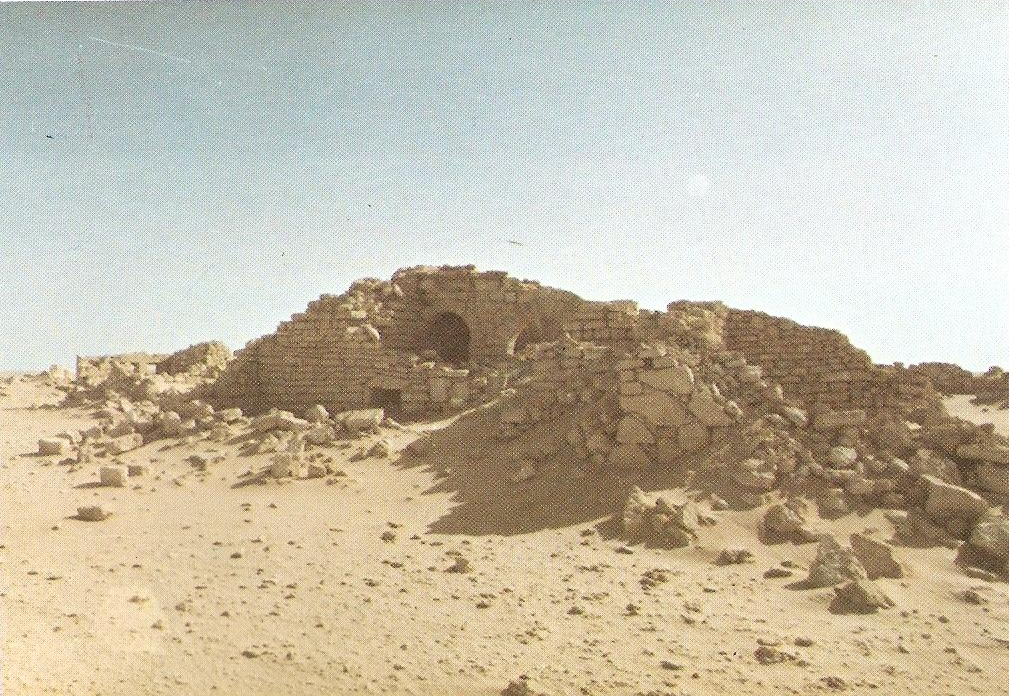
قصر الصحابي
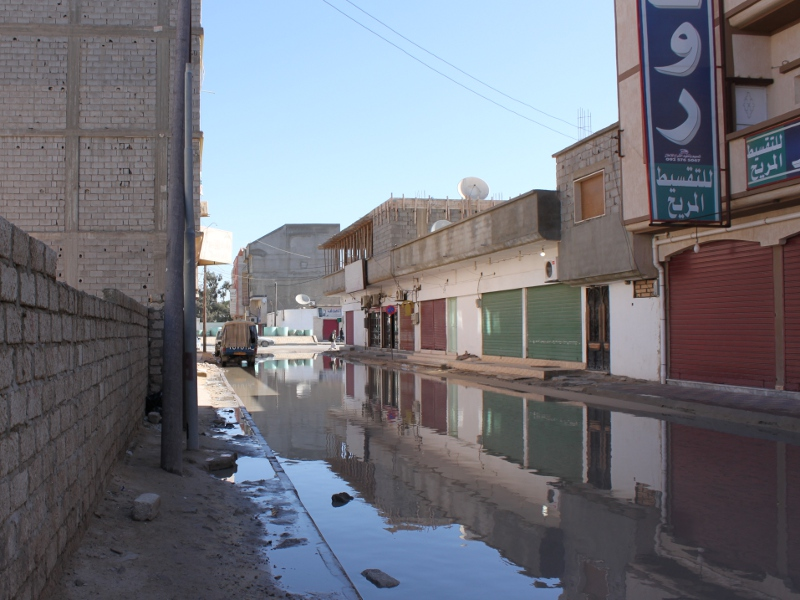
تعليق3
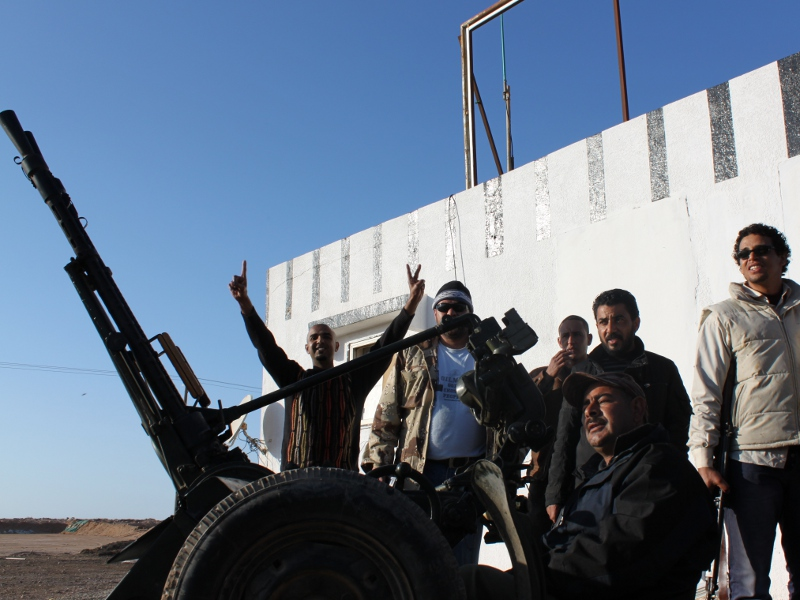
ثوار 17 فبراير يحتفلون بالنصر

## وصلات خارجية
- صور لاثار المدينة
- اجدابيا اون لاين